# Pinilla de los Moros
Pinilla de los Moros es un municipio y localidad española de la provincia de Burgos, en la comunidad autónoma de Castilla y León. El término municipal, ubicado en la comarca de La Demanda y Pinares, tiene una población de 33 habitantes (INE 2024) e incluye también el núcleo de Piedrahíta de Muñó.

## Toponimia

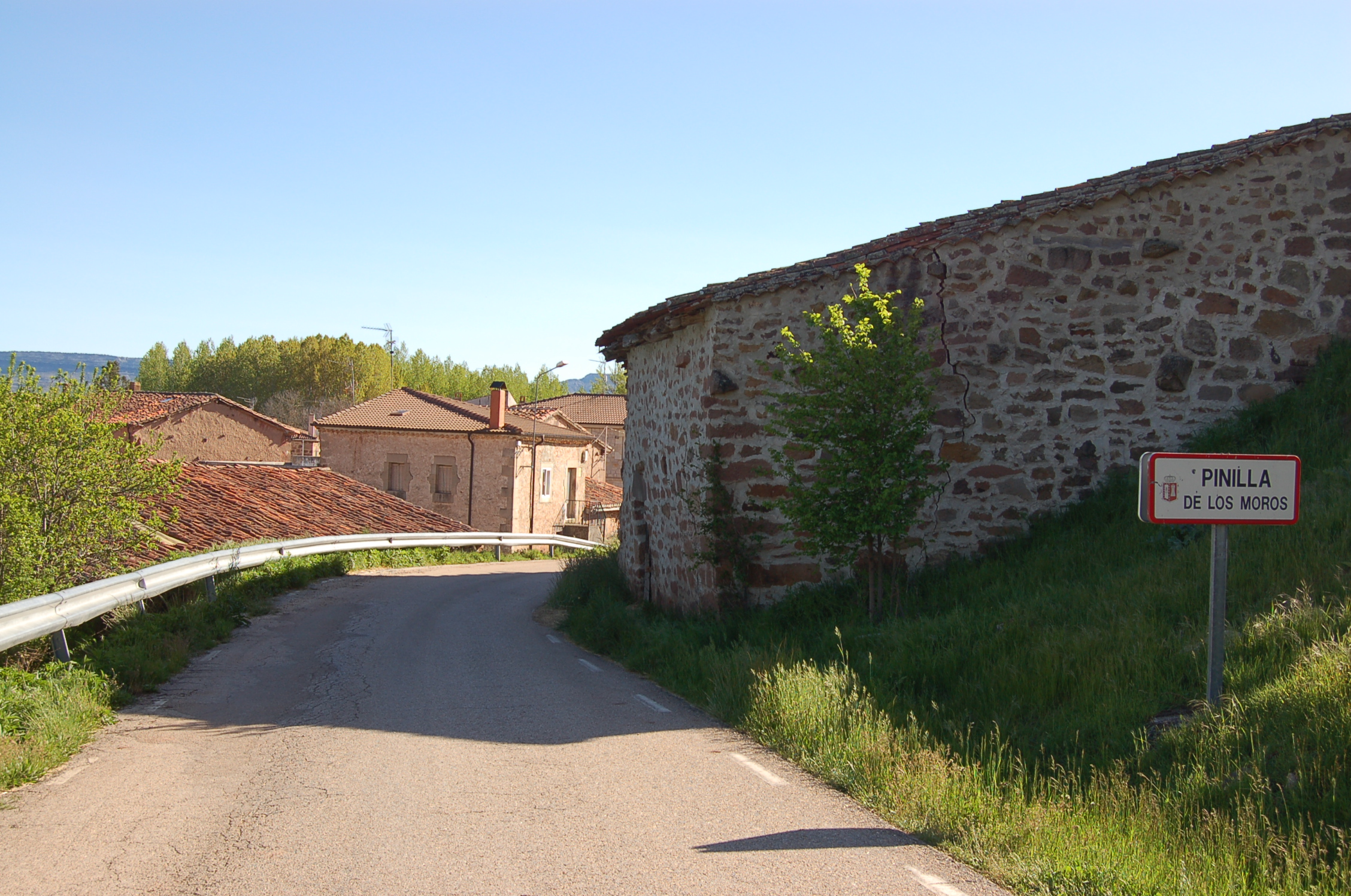
Letrero con el nombre de la localidad

El nombre del Pinilla de los Moros significa "Piedra de los Moros", posiblemente, haciendo referencia a la existencia de una roca vertical, presente en los riscos, conocida como "El Risco Moro".
El término moro fue antaño un sinónimo de pagano. Su utilización es muy anterior a la llegada de la cultura musulmana a la Península, como lo demuestra el hecho de que muchos castros, dólmenes y cuevas de las cordilleras Cantábrica y Pirenaica estén asociados a dicho nombre.
En algunos casos, los topónimos del tipo moro o moros han sido relacionados con la raíz prerromana * mor - (roca, monte, montículo rocoso).

## Geografía
El municipio forma parte de la la comarca de La Demanda y Pinares y del partido judicial de Salas de los Infantes. El término de Pinilla de los Moros comprende también la pedanía de Piedrahíta de Muñó.

## Historia
Podemos situar en el periodo la Conquista musulmana y posterior Reconquista cristiana de la Península, los acontecimientos históricos más relevantes que pudieron tener lugar en Pinilla de los Moros.
Varios libros documentan que el Moro Almanzor (938-1002), en su campaña por la conquista de San Millán de la Cogolla, estableció uno de sus campamentos en las vegas del río Pedroso, en un cerro, hoy denominado "El Almazorre", situado en el término municipal de Pinilla de los Moros y desde el que se puede divisar Hacinas, Salas de los Infantes y Barbadillo del Mercado. Hoy se pueden encontrar en este cerro algunas peanas con símbolos religiosos y varias piedras semi-enterradas que hacen pensar que allí se erigió un castillo o una fortaleza amurallada, alrededor de la cual, pudo establecerse una ciudad de unos 2.000 habitantes.
Junto a la leyenda del Moro Almanzor, encontramos la que hace referencia a la existencia de una piel de toro de oro que los habitantes de aquella ciudad habrían enterrado. Varias personas del actual municipio de Pinilla de los Moros dedicaron parte de su tiempo a la búsqueda de esta piel de toro en el cerro del Almanzorre.

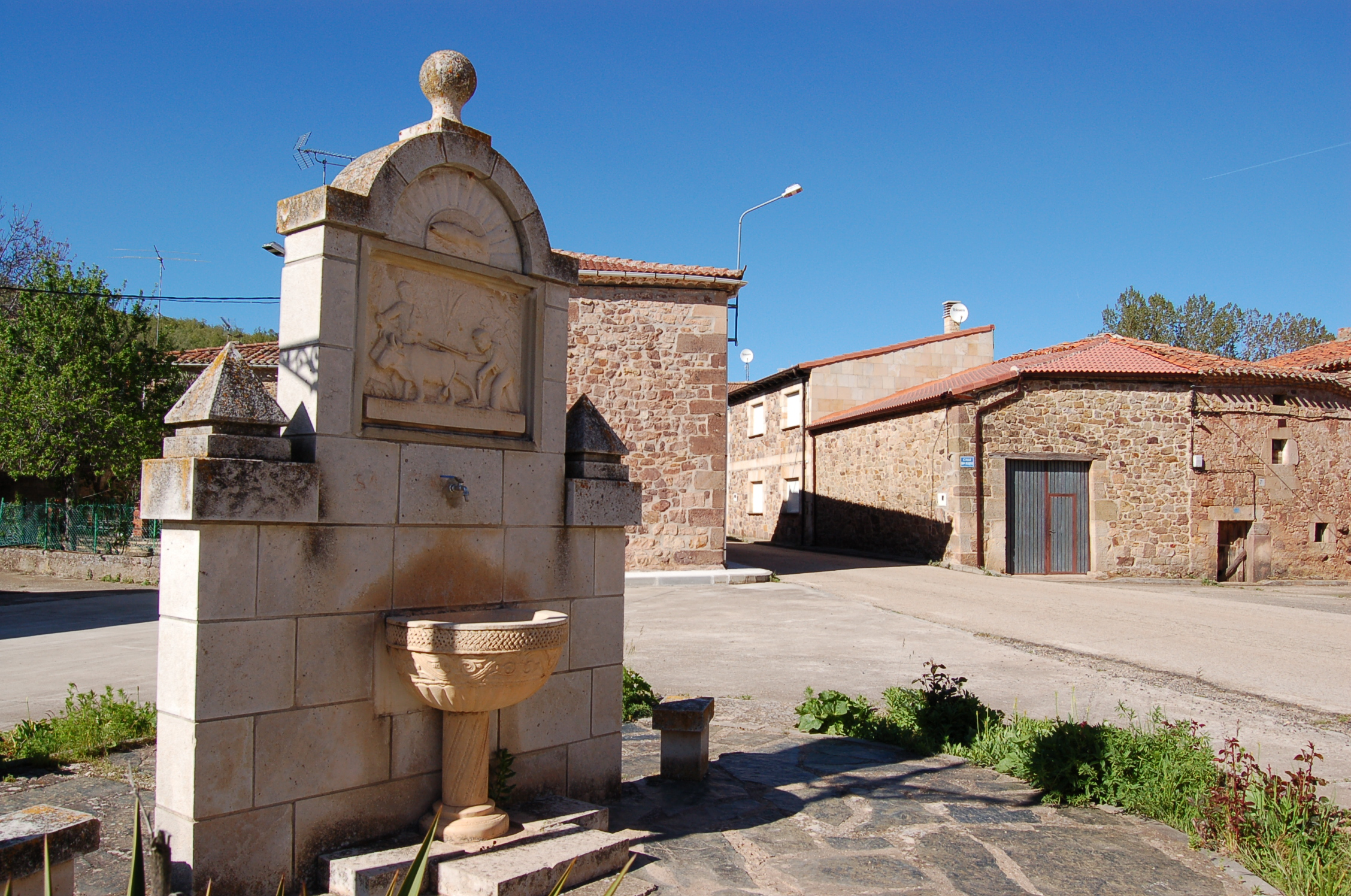
Fuente en la localidad

Durante los siglos VIII al XIV, en plena reconquista cristiana, estas tierras de Lara se fueron repoblando con personas venidas de diferentes lugares, las cuales se agruparon en varios puntos denominados "Behetrias". Eran tiempos de D. Gonzalo Fernández y de su hijo Fernán Gonález, siglos IX y X; un grupo de estas "Behetrias" formaban o estaban sujetas a un Señorío, cuyas cabezas se hallaban en Salas o Barbadillo, pues en ambos municipios hubo señoríos al mismo tiempo.
En 1519, Alonso Malmonje, vecino de la localidad, pleiteó con el concejo, justicia y regimiento de Pinilla de los Moros sobre hidalguía. Hicieron lo mismo Alonso Gutiérrez en 1520 y Diego de Villaspasa y Juan de Villaspasa en 1522. Otro vecino, Juan de Francisco, pleiteó por hidalguía en 1518. 
Entre 1768 y 1770, el Concejo, justicia y regimiento de Pinilla de los Moros pleiteó con el  Concejo, justicia y regimiento de Piedrahíta de Muñó sobre delimitación de los términos de los Peñicos y Valdiante.

## Demografía
Pinilla de los Moros cuenta con una población de 33 habitantes (INE 2024).
| Gráfica de evolución demográfica de Pinilla de los Moros entre 1842 y 2021 |
| |
| Población de derecho según los censos de población del INE. Población de hecho según los censos de población del INE.Entre el censo de 1857 y el anterior, crece el término del municipio porque incorpora a Piedrahita de Muñó. |

## Administración y política
| Elecciones municipales del 24 de mayo de 2015 |       |         |            |            |
| Partido                                       | Votos | Votos   | Concejales | Concejales |
| Partido Popular                               | 28    | 90,32 % | 3          |            |
| Fuente: Ministerio del Interior (España).     |       |         |            |            |

| Elecciones generales del 20 de diciembre de 2015    |                    |       |         |   |
| Partido                                             | Candidato          | Votos | Votos   |   |
| Partido Popular (PP)                                | Jaime Miguel Mateu | 18    | 56,25 % | 5 |
| Partido Socialista Obrero Español (PSOE)            | Esther Peña        | 6     | 18,75 % | 1 |
| Partido Comunista de los Pueblos de España (PCPE)   | Álvaro Calle       | 3     | 9,38 %  | 3 |
| PODEMOS                                             | Miguel Vila        | 3     | 9,38 %  | 3 |
| Izquierda Unida-Unidad Popular en Común (IU-UPeC)]] | Juan Manuel Alonso | 1     | 3,13 %  | 0 |
| Ciudadanos                                          | Rodrigo Ibeas      | 1     | 3,13 %  | 1 |
| Fuente: Ministerio del Interior (España).           |                    |       |         |   |

## Patrimonio

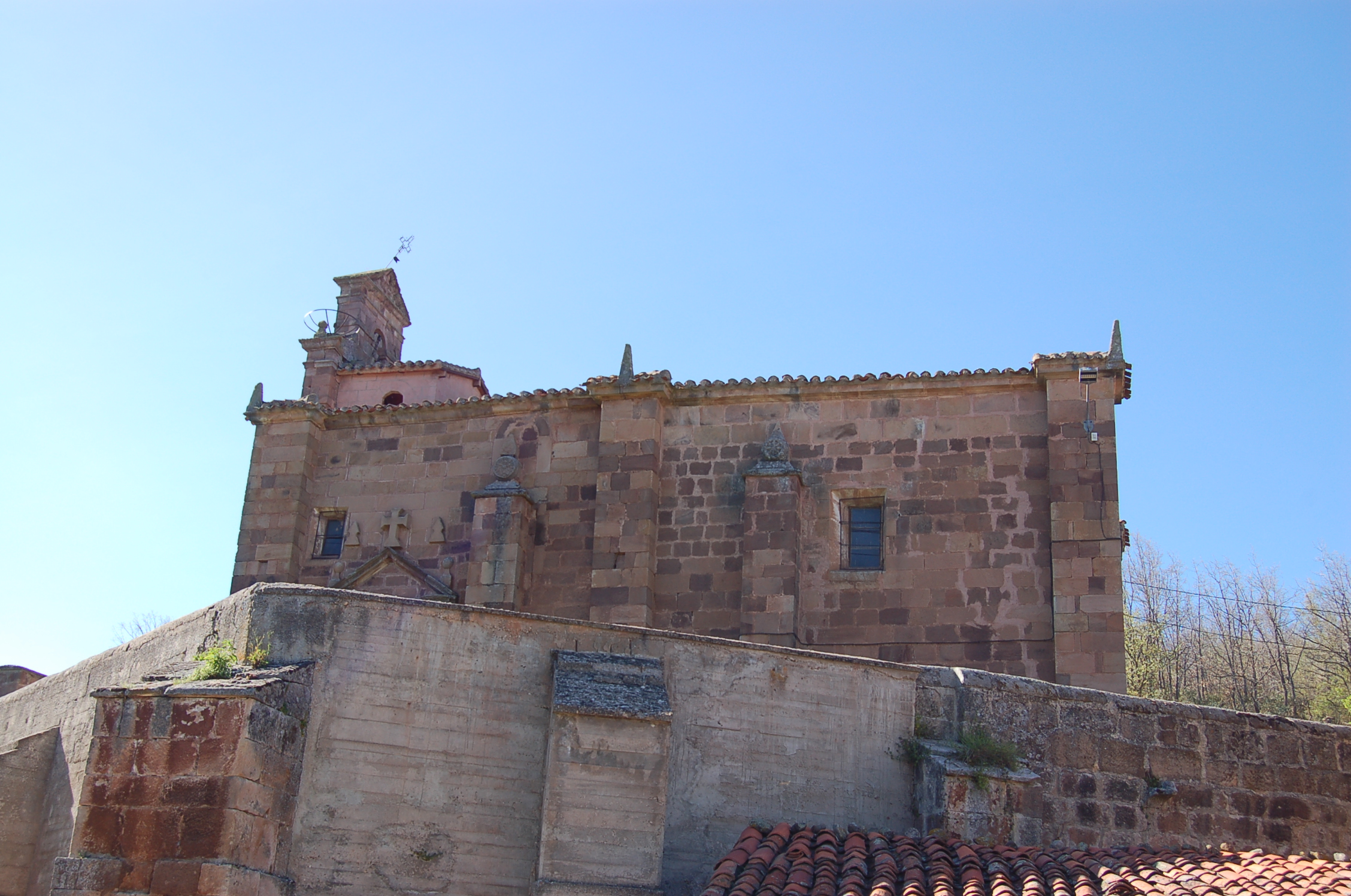
Iglesia

- Iglesia parroquial de San Román. Con pila bautismal románica, cuidadas pinturas sobre tabla, seguramente procedentes de un templo anterior, todas renacentistas o tardogóticas, que ponen de manifiesto ser obra de un más aceptable pintor. Procedentes asimismo de este retablo tardogótico sobre tres relieves evangelistas (San Mateo, San Lucas y San Juan), que delatan la mano de Gil de Siloé o algún discípulo muy aventajado.

- Ermita de Santa Ana

## Personas notables
- Eliseo Serrano García (Pinilla de los Moros, 1907-San Vicente de Montalt, 1936). Mártir gabrielista.[7]